# Zálší (Ústí nad Orlicí-i járás)
Zálší település Csehországban, az Ústí nad Orlicí-i járásban. Zálší Vračovice-Orlov, Tisová, Choceň, Vysoké Mýto, Svatý Jiří és Kosořín településekkel határos. Lakosainak száma 241 fő (2024. január 1.).

## Népesség
A település lakosságának változását az alábbi diagram mutatja:
| Lakosok száma | 405  | 420  | 404  | 269  | 256  | 236  | 228  | 229  | 230  | 241  |
|               | 1869 | 1890 | 1921 | 1950 | 1980 | 2001 | 2017 | 2019 | 2022 | 2024 |